# Forbante (Tesalia)
En la mitología griega, Forbas o Forbante (en griego: Φόρβᾶς, -αντος; latín: Phorbas, -antis) es un príncipe tesalio que emigró hasta Rodas. A menudo se lo confunde con otro Forbante.
Este Forbante es descrito como hijo de Tríopas y de Hiscila, la hija de Mirmidón. Como tal es hermano de Erisictón y de Ifimedea. No queda claro si es el mismo que el Forbante padre del epónimo Pelén.
Los propios rodios señalan que Forbante les ofreció una ayuda muy valiosa. Los ciudadanos habían llamado Ofiusa a la isla porque estaba invadida por un gran número de "serpientes". Entre esta multitud de bestias había una serpiente de inmenso tamaño, que ya se había cobrado muchas vidas. Justo cuando la tierra comenzaba a carecer de hombres Forbante llegó a las costas de Rodas, conducido por una tormenta. Mató a todas las bestias así como también a la enorme serpiente. Dado que Apolo lo favorecía especialmente, fue puesto entre las estrellas como el Ofiuco, en donde se le muestra matando a la serpiente en aras de la alabanza y conmemoración. Y así los rodios, cuando se alejan de sus costas, hacen primero ofrendas para la llegada de Forbante; de esta manera pretenden que ocurra otra suceso inesperado similar a la venida de Forbante, que ahora está entre las estrellas.
Los antiguos poetas también cuentan las historias del galanteo amoroso que Apolo tuvo con Forbante.